# Grattery
Grattery est une commune française située dans le département de la Haute-Saône, la région culturelle et historique de Franche-Comté et la région administrative Bourgogne-Franche-Comté.

## Géographie
La commune disposait d'une gare sur la ligne de Paris-Est à Mulhouse-Ville, désormais fermée. Le service est assuré par des cars TER sur la liaison Jussey - Vesoul de la ligne n°16.

### Hydrologie
Village traversé par la Scyotte, un ruisseau se jetant dans la Saône à Vauchoux.

### Géologie
Le territoire communal repose sur le gisement de schiste bitumineux de Haute-Saône daté du Toarcien.

### Climat
Pour des articles plus généraux, voir Climat de la Bourgogne-Franche-Comté et Climat de la Haute-Saône.
En 2010, le climat de la commune est de type climat des marges montargnardes, selon une étude du Centre national de la recherche scientifique s'appuyant sur une série de données couvrant la période 1971-2000. En 2020, Météo-France publie une typologie des climats de la France métropolitaine dans laquelle la commune est exposée à un climat semi-continental et est dans la région climatique  Lorraine, plateau de Langres, Morvan, caractérisée par un hiver rude (1,5 °C), des vents modérés et des brouillards fréquents en automne et hiver. 
Pour la période 1971-2000, la température annuelle moyenne est de 10,1 °C, avec une amplitude thermique annuelle de 17,5 °C. Le cumul annuel moyen de précipitations est de 994 mm, avec 13,1 jours de précipitations en janvier et 9,6 jours en juillet. Pour la période 1991-2020, la température moyenne annuelle observée sur la station météorologique de Météo-France la plus proche, « Vesoul Ville », sur la commune de Vesoul à 8 km à vol d'oiseau, est de 11,5 °C et le cumul annuel moyen de précipitations est de 1 007,7 mm. 
La température maximale relevée sur cette station est de 40,5 °C, atteinte le 25 juillet 2019 ; la température minimale est de −22,2 °C, atteinte le 16 janvier 1966,,. 
Les paramètres climatiques de la commune ont été estimés pour le milieu du siècle (2041-2070) selon différents scénarios d'émission de gaz à effet de serre à partir des nouvelles projections climatiques de référence DRIAS-2020. Ils sont consultables sur un site dédié publié par Météo-France en novembre 2022.

## Urbanisme

### Typologie
Au 1er janvier 2024, Grattery est catégorisée commune rurale à habitat dispersé, selon la nouvelle grille communale de densité à sept niveaux définie par l'Insee en 2022.
Elle est située hors unité urbaine. Par ailleurs la commune fait partie de l'aire d'attraction de Vesoul, dont elle est une commune de la couronne,. Cette aire, qui regroupe 158 communes, est catégorisée dans les aires de 50 000 à moins de 200 000 habitants,.

### Occupation des sols
L'occupation des sols de la commune, telle qu'elle ressort de la base de données européenne d’occupation biophysique des sols Corine Land Cover (CLC), est marquée par l'importance des forêts et milieux semi-naturels (49,4 % en 2018), en augmentation par rapport à 1990 (46,8 %). La répartition détaillée en 2018 est la suivante : 
forêts (49,4 %), terres arables (26,4 %), prairies (13 %), zones agricoles hétérogènes (7,2 %), zones urbanisées (4 %). L'évolution de l’occupation des sols de la commune et de ses infrastructures peut être observée sur les différentes représentations cartographiques du territoire : la carte de Cassini (XVIIIe siècle), la carte d'état-major (1820-1866) et les cartes ou photos aériennes de l'IGN pour la période actuelle (1950 à aujourd'hui).

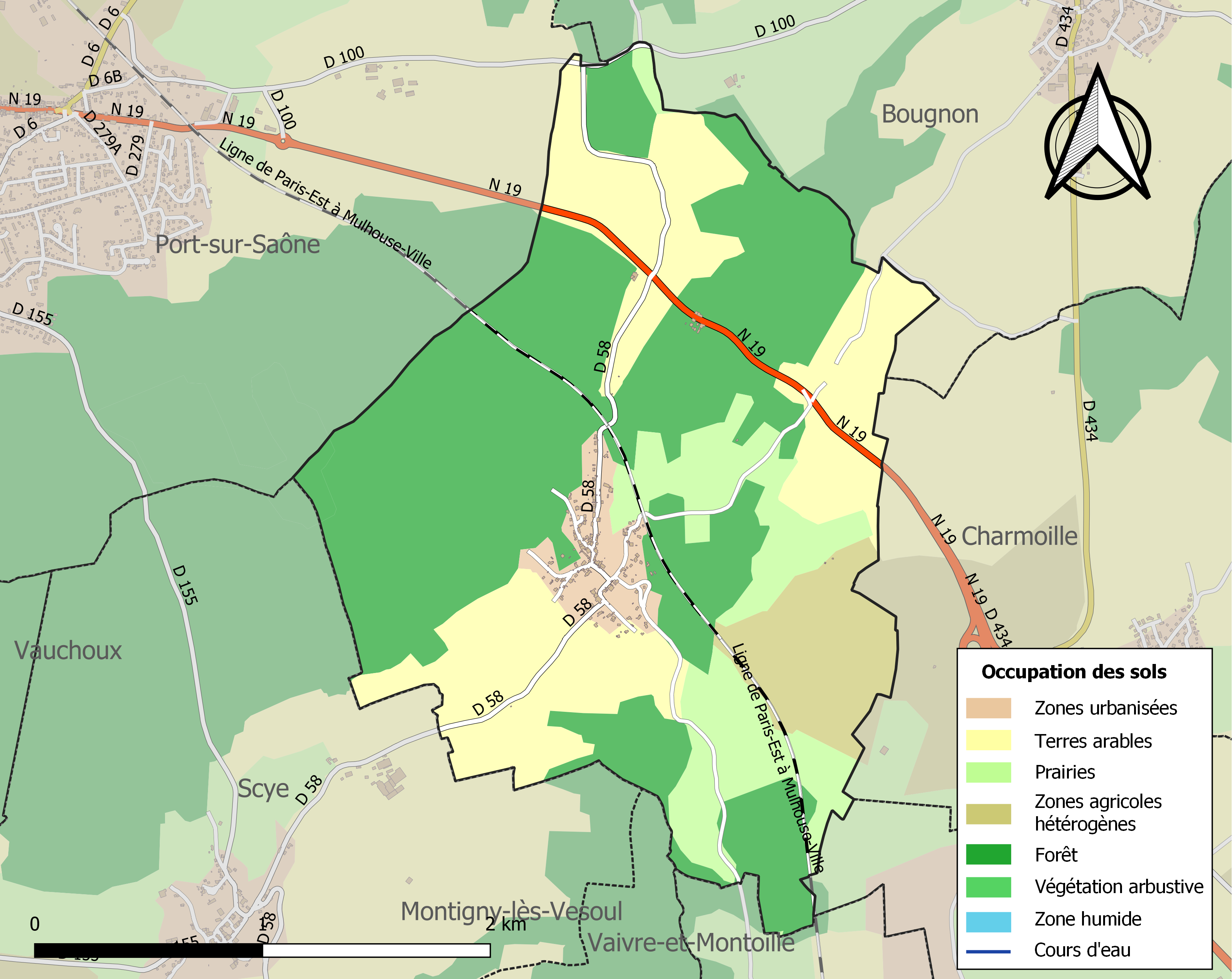
Carte des infrastructures et de l'occupation des sols de la commune en 2018 (CLC).

## Histoire
À la fin du XVIIe siècle, le seigneur était Claude Regnaudin, avocat du roi au bailliage d'Amont.

## Politique et administration

### Rattachements administratifs et électoraux
Grattery fait partie de l'arrondissement de Vesoul du département de la Haute-Saône, en région Bourgogne-Franche-Comté. Pour l'élection des députés, elle dépend de la première circonscription de la Haute-Saône.
La commune fait partie depuis 1801 du canton de Port-sur-Saône. Dans le cadre du redécoupage cantonal de 2014 en France, le territoire de ce canton s'est agrandi, passant de 17 à 46 communes.

### Intercommunalité
La commune était membre de la communauté de communes de la Saône jolie, créée en 1992.
L'article 35 de la loi n° 2010-1563 du 16 décembre 2010 « de réforme des collectivités territoriales » prévoyant d'achever et de rationaliser le dispositif intercommunal en France, et notamment d'intégrer la quasi-totalité des communes françaises dans des EPCI à fiscalité propre, dont la population soit normalement supérieure à 5 000 habitants, les communautés de communes : 
- Agir ensemble ;  
- de la Saône jolie ; 
- des six villages ; 
et les communes isolées de Bourguignon-lès-Conflans, Breurey-lès-Faverney et Vilory ont été regroupées pour former le 1er janvier 2014 la communauté de communes Terres de Saône, dont est désormais membre la commune.

### Liste des maires

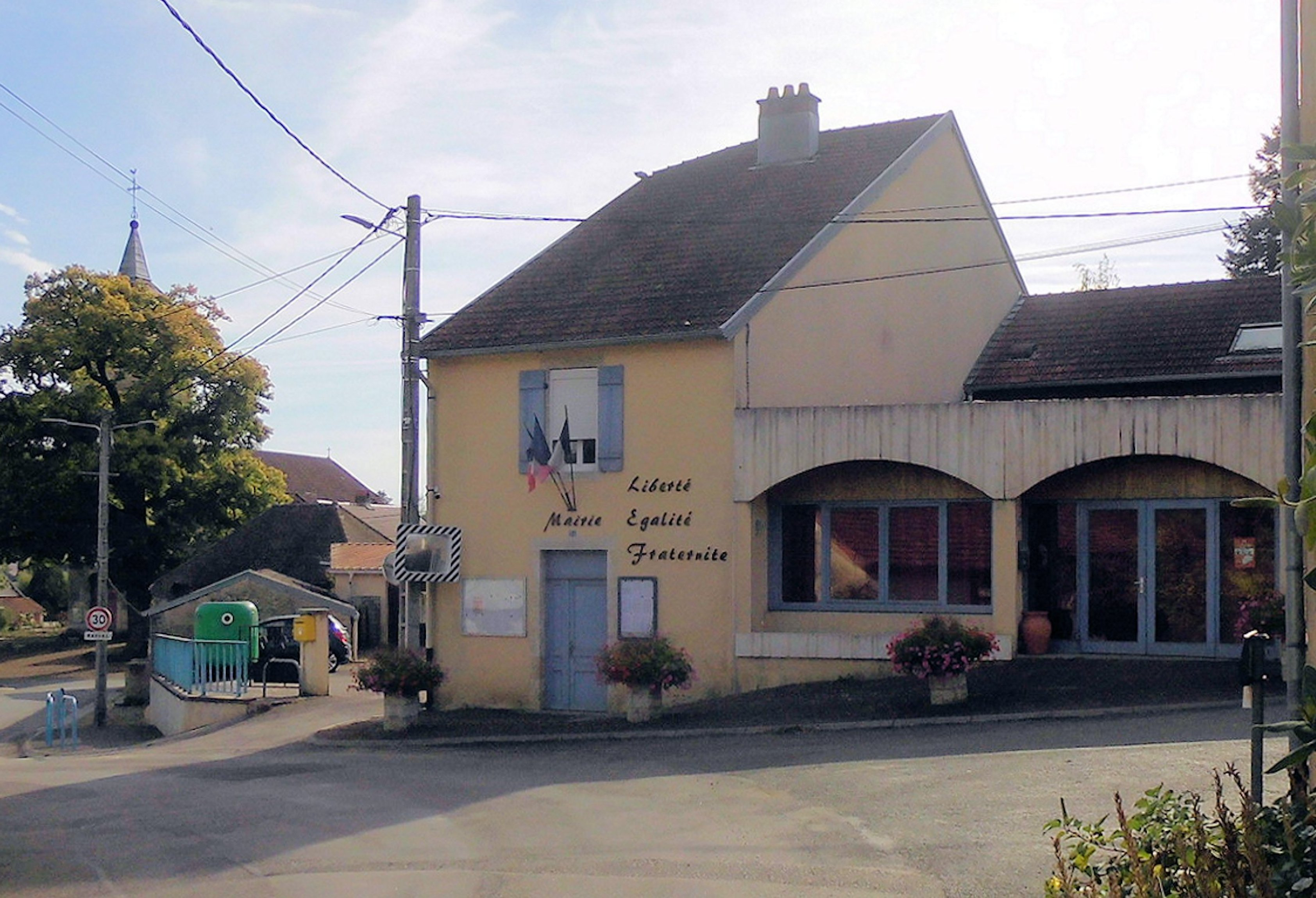
La mairie.

| Période | Période                       | Identité          | Étiquette | Qualité                                                                                              |
| ------- | ----------------------------- | ----------------- | --------- | --- |
| 1979    | 2014                          | Jacques Lallemand |           | Président de la CC Saône jolie ( ? → 2013) Président de la CC Terres de Saône (janvier → avril 2014) |
| 2014    | En cours (au 31 juillet 2016) | Jérôme Lallemand  |           | Fils du précédent                                                                                    |

## Démographie
En 2022, la commune de Grattery comptait 215 habitants (Gratterylois). À partir du XXIe siècle, les recensements réels des communes de moins de 10 000 habitants ont lieu tous les cinq ans. Les autres « recensements » sont des estimations.
| 1793 | 1800 | 1806 | 1821 | 1831 | 1836 | 1841 | 1846 | 1851 |
| ---- | ---- | ---- | ---- | ---- | ---- | ---- | ---- | ---- |
| 315  | 351  | 372  | 365  | 386  | 367  | 339  | 332  | 333  |

| 1856 | 1861 | 1866 | 1872 | 1876 | 1881 | 1886 | 1891 | 1896 |
| ---- | ---- | ---- | ---- | ---- | ---- | ---- | ---- | ---- |
| 284  | 297  | 293  | 266  | 261  | 246  | 249  | 234  | 228  |

| 1901 | 1906 | 1911 | 1921 | 1926 | 1931 | 1936 | 1946 | 1954 |
| ---- | ---- | ---- | ---- | ---- | ---- | ---- | ---- | ---- |
| 214  | 226  | 202  | 172  | 162  | 173  | 155  | 172  | 188  |

| 1962 | 1968 | 1975 | 1982 | 1990 | 1999 | 2006 | 2008 | 2013 |
| ---- | ---- | ---- | ---- | ---- | ---- | ---- | ---- | ---- |
| 139  | 145  | 124  | 146  | 160  | 168  | 187  | 192  | 200  |

| 2018 | 2022 | - | - | - | - | - | - | - |
| ---- | ---- | - | - | - | - | - | - | - |
| 213  | 215  | - | - | - | - | - | - | - |

## Culture locale et patrimoine

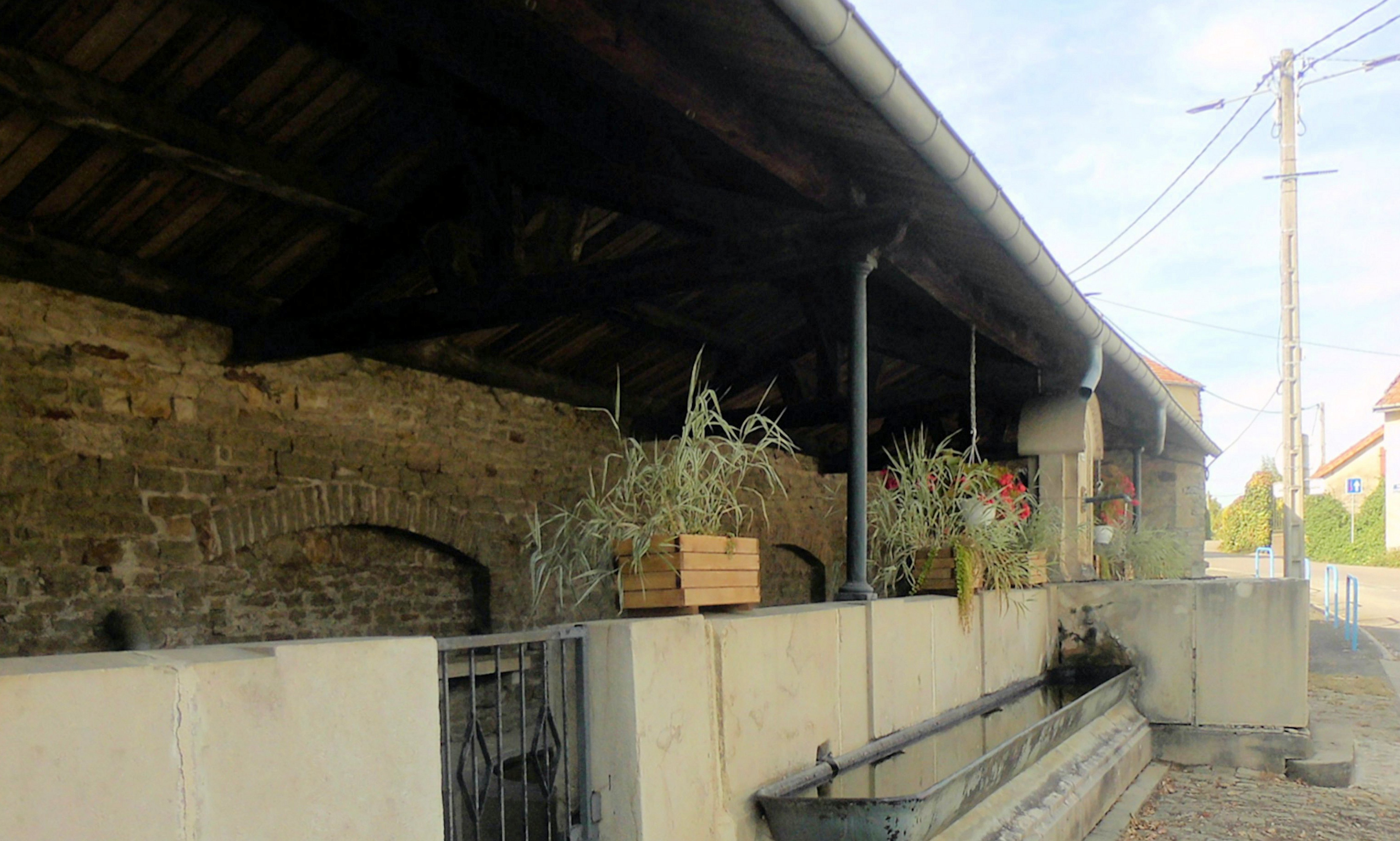
Le lavoir.

### Lieux et monuments
On peut noter dans la commune :
- Église du XVIIIe siècle avec autel-tombeau et deux vierges dont l’une à l’enfant en bois doré du XVIIe siècle ;
- Fontaine-lavoir et son abreuvoir extérieur ;
- Sentier de randonnée des « Quatre Forêts » ;
- Viaduc de la Scyotte (achèvement printemps 2018) de la route nationale 19.

### Héraldique
|  | Les armes de la commune se blasonnent ainsi : Palé contre palé d’argent et de sinople. |